# Asamstraße 28 (Benediktbeuern)

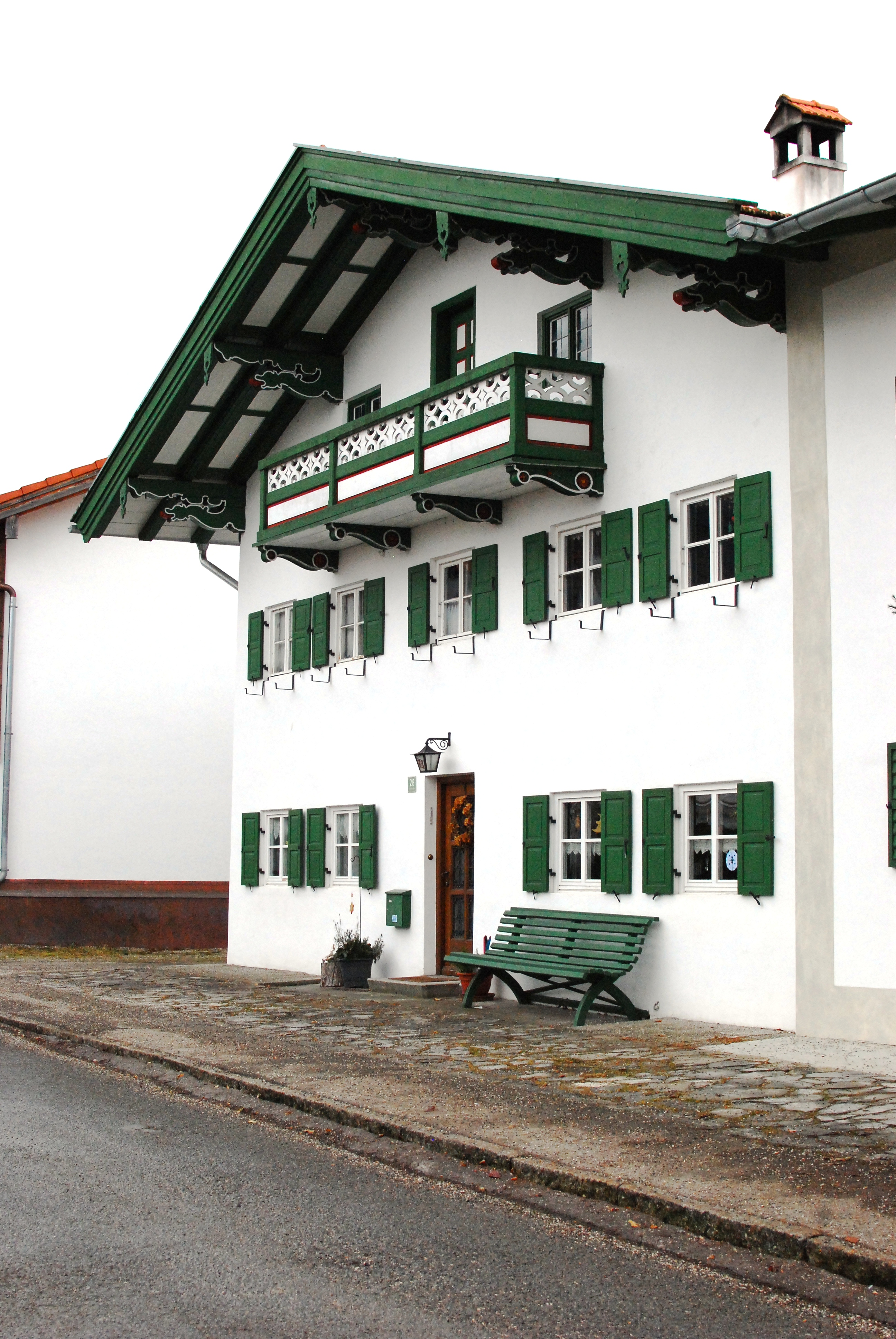
Bauernhaus Asamstraße 28 in Benediktbeuern

Das Bauernhaus Asamstraße 28 in Benediktbeuern, einer Gemeinde im oberbayerischen Landkreis Bad Tölz-Wolfratshausen, wurde im ersten Drittel des 19. Jahrhunderts errichtet. Das auch als Daubenschuster bezeichnete Gebäude ist ein geschütztes Baudenkmal.
Der im Kern zweigeschossige Blockbau mit Flachsatteldach, Giebelbalkon und beidseitigem Traufbundwerk hat einen westlichen Anbau aus neuerer Zeit. Bemerkenswert sind die drachenförmigen Pfettenköpfe.